# Plebania przy ul. bł. ks. Romana Sitki 3 w Mielcu
Plebania przy ul. bł. ks. Romana Sitki 3 w Mielcu – budynek wpisany do rejestru zabytków nieruchomych województwa podkarpackiego pod numerem A-1056 z 14.12.2012.
Jest to murowany, dwukondygnacyjny budynek z przełomu XIX/XX. Mieści się w nim kancelaria parafialna.